# USS Little Rock (CL-92)
Lo USS Little Rock (CG-4 — già CL-92, e CLG-4) fu un incrociatore della Classe Cleveland della United States Navy. Salpò per la prima volta durante la seconda guerra mondiale.
Dopo una crociera in Europa al rientro negli Stati Uniti venne collocato in riserva nel 1949 e successivamente convertito in incrociatore missilistico della classe Galveston, rientrando in servizio nel 1957.
Ritirato definitivamente dal servizio alla fine degli anni settanta è stato adibito a nave museo a Buffalo nello Stato di New York.